# De Baarzen
De Baarzen is een wijk in de Nederlandse gemeente Vught. Deze wijk is in de jaren zeventig gebouwd. Deze wijk heeft een eigen winkelcentrum met een supermarkt.
De Baarzen telt ongeveer 3300 inwoners en telt drie basisscholen en voorheen één middelbare school, het Maurick College voor het vmbo. Deze locatie van het Maurick is inmiddels opgeheven en de leerlingen zijn overgeplaatst naar de hoofdlocatie. De Openbare Jenaplan Basisschool De Lichtstraat werd in 1982 opgericht door een aantal ontevreden ouders in de wijk. Ze hadden kritiek op het Vughtse onderwijs en startten een speciale school (Jenaplan) op die speciale aandacht geeft voor de leerling. Daarnaast was er tot 2018 een RK basisschool De Baarzen en een SBO basisschool Hertog van Brabantschool.
De Baarzen staat in Vught bekend om zijn natuurpark De Kwebben. Dit park ligt midden in de wijk.

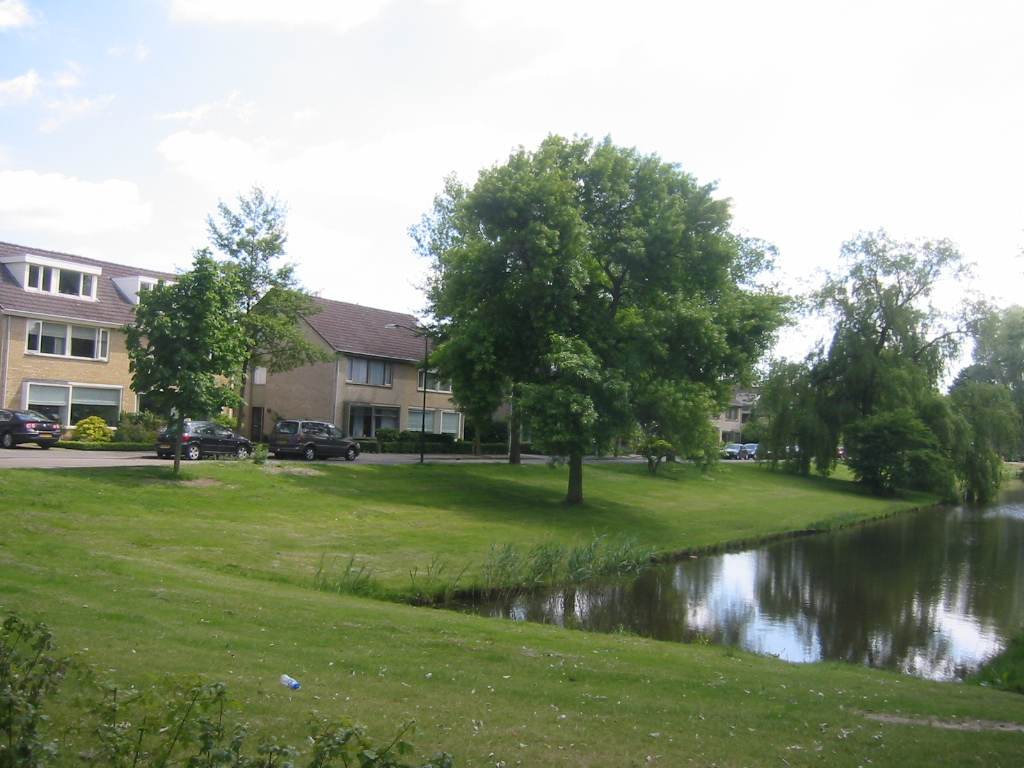
Singel aan de Meierijsingel